# Manuel Maples Arce
Manuel Maples Arce (Papantla, Veracruz, 1 de mayo de 1900-Ciudad de México, 26 de junio de 1981) fue un poeta, abogado, diplomático y escritor mexicano, fundador del Estridentismo. Es considerado uno de los próceres del vanguardismo latinoamericano del siglo XX. 
Pasó su infancia en el puerto de Tuxpan. Estudió el bachillerato en Veracruz y en Xalapa; la carrera de abogado, en la capital del país. A partir de 1935 entró al servicio exterior. Entre 1944 y 1967, fue embajador en Panamá, Chile, Colombia, Japón, Canadá, Noruega, Líbano y Pakistán.

## Biografía
Nació en 1900 en Papantla, Veracruz. Murió en 1981 en México. Su padre fue juez de primera instancia y pronto fue asignado a Tuxpan, donde residirían diez años y donde entró en contacto con la experiencia de la renovación industrial y tecnológica, que después sería uno de los motivos centrales en su obra poética.
En 1914, se traslada a Xalapa para iniciar sus estudios en la Escuela Preparatoria, militarizada como todas las escuelas superiores del país por orden de Victoriano Huerta. En esa etapa le tocaría vivir el bombardeo estadounidense al puerto, así como la rebelión revolucionaria antihuertista. A fines de ese año, las tropas carrancistas toman la ciudad de Xalapa, obligando al joven Maples Arce a interrumpir sus estudios y retornar a Tuxpan. En 1916, retoma su formación académica, esta vez en la ciudad de Veracruz. Poco después entraría a formar parte de la redacción del periódico La Opinión y, también, a dar sus primeros pasos como escritor con la publicación de algunos poemas en la Revista de Revistas, que agrupaba a algunos de los principales escritores posmodernistas. 
Hacia 1919, Maples Arce terminaría su instrucción y, posteriormente, se dirigió a la Ciudad de México para seguir la carrera de Abogado en la Escuela Libre de Derecho.

## Inicios literarios en la vanguardia
En 1920, publica su primer libro: Rag: Tintas de abanico, libro de cortas narraciones en prosa, fuertemente influenciadas por la estética decadente del modernismo. Este libro recibió críticas negativas y su autor lo desconocería negándose a incluirlo en sus obras completas. En este período colaboró en diferentes publicaciones además de que se relacionó constantemente con los estudiantes de la academia de San Carlos.
En 1921, Maples Arce publica en la hoja volante Actual (n.º 1) su Comprimido Estridentista, manifiesto en el que arremete contra el arte académico y en el que llama a los jóvenes artistas a unirse a él. Esto convierte a Maples Arce en el iniciador de la vanguardia mexicana.
Más adelante el director de El Universal Ilustrado, Carlos Noriega Hope, le permitiría difundir sus ideas, jugando ese diario un papel muy importante en la consolidación del movimiento. En 1922, la editorial Cultura publica el primer poemario del poeta veracruzano Andamios Interiores: Poemas radiográficos.
En estos años, es cuando se agrupan diversos artistas conformando el grupo estridentista, entre ellos se encuentran Fermín Revueltas, Arqueles Vela, Germán List Arzubide, Ramón Alva de la Canal, Leopoldo Méndez. Sale a la luz Irradiador, la primera de las revistas del grupo. Maples Arce estuvo en contacto con algunos de los vanguardistas europeos, como Marinetti que le envió algunas plaquettes y principalmente con los ultraístas como Guillermo de Torre y Borges que reseñó sus Andamios Interiores.
En 1923, List Arzubide y Maples Arce publican en Puebla el segundo de los manifiestos estridentistas, causando igual que el primero cierta incomodidad, pues este manifiesto se lanzaba contra Zaragoza, principal figura del imaginario patriótico en Puebla:En 1924, publica su segundo libro Urbe: Superpoema bolchevique en cinco cantos, inspirado en las manifestaciones obreras durante el gobierno de Obregón. Sería traducido al inglés por John Dos Passos con el título de Metropolis.
En 1925, termina sus estudios y regresa a Xalapa con una carta de recomendación del diplomático Alfonso Cravioto para el entonces gobernador Heriberto Jara. Esta carta le abriría las puertas de tal manera que es nombrado Juez de primera instancia y más adelante, por su amistad con el general Jara y su buen desempeño, es nombrado secretario general del gobierno.Es entonces cuando invita a List Arzubide, Alva de la Canal y Leopoldo Méndez para realizar el proyecto de una revista, Horizonte, que publicaba artículos ideológicos y la nueva poesía. Además, realizaron un importante proyecto editorial en la colección Horizonte que publicó Poemas interdictos de Maples Arce, en 1927, El movimiento estridentista de List Arzubide, en 1926, y en la Biblioteca Popular, donde publicaron Los de abajo de Mariano Azuela.
Maples Arce es nombrado diputado por Tuxpan, tarea que cumplió durante dos años y después abandonó el país para desempeñar varios cargos diplomáticos en Europa y Latinoamérica.
En 1940 compila y edita la Antología de la poesía mexicana moderna, libro clave en la poesía de vanguardia mexicana.
En 1943 se encontraba en Reading, Reino Unido asistiendo a una visita diplomática el 29 de septiembre en la Fábrica de Guerra ("War Factory") organizada por Sir Thomas Cook. ["The Allies see Britain", compilado por Sir Thomas Cook, M.P., J.P.; Honorary Welfare Officer to the Allies. Jarrold and Sons, LTD. Norwich and London 1944]

## Obra poética
Su amplia obra abarca diversos géneros; el ensayo, la crítica literaria y de arte en general, la historia y las memorias. Publicó una Antología de la poesía mexicana moderna (1940); El paisaje en la literatura mexicana (1944); El arte mexicano moderno (1945); Peregrinación por el arte de México (1952); Incitaciones y valoraciones (1957); Ensayos japoneses (1959), y tres volúmenes de memorias.

### Ediciones en español
- Rag (Tintas de abanico), Veracruz, Catalán Hermanos, 1920, 92 p.
- Andamios interiores (Poemas radiográficos), México, Editorial Cultura, 1922, 81 p.
- Urbe (Super-poema bolchevique en 5 cantos), capa y grabados de Jean Charlot, México, Andrés Botas e hijos, 1924, 45 p.
- Poemas interdictos, retrato del autor por Leopoldo Méndez, Xalapa, Ediciones de Horizonte, 1927, 93 p.
- Memorial de la sangre, México, Talleres Gráficos de la Nación, 1947, 93 p.
- Las semillas del tiempo: obra poética, 1919-1980 [1981], prefacio de Rubén Bonifaz Nuño, Xalapa, Universidad Veracruzana, 2013, 216 p.

### Traducciones

#### En francés
- Poemas interdits, traducción de Edmond Vandercammen, Bruxelles, Cahiers du Journal des Poètes, 1936, 68 p.
- Stridentisme! Poésie & Manifeste (1921-1927), edición bilingüe e ilustrada, textos reunidos y preparados, traducidos, presentados y anotados por Antoine Chareyre, París, Le Temps des Cerises, "Commun'art", 2013, 372p. [Comprimido estridentista, Andamios interiores, Urbe, Poemas interdictos].

MAPLES ARCE Manuel, « Mémorial du Sang », Les Cahiers Nouveaux de France et de Belgique, París, Les Cahiers du Journal des Poètes, n°8, noviembre de 1939, pp. 395-387

#### En inglés
- Metropolis [Urbe], traducción de John Dos Passos, New York, The T. S. Book Company, 1929, [35]p.; reeditado en Jed Rasula y Tim Conley (org.)
- Burning City: Poems of Metropolitan Modernity, Notre Dame, Action Books, 2012.
- City, Bolshevik Super-Poem in 5 Cantos [Urbe], edición bilingüe, nueva traducción, notas y posfacio de Brandon Holmquest, New York, Ugly Duckling Presse, « Lost Literature Series», 2010.

## Otros textos
- Antología de la poesía mexicana moderna (Compilación y prólogo), 1940
- El paisaje en la literatura mexicana, 1944
- El arte mexicano moderno, 1945
- Siete cuentos mexicanos (Compilación y nota editorial), 1946
- Peregrinación por el arte de México, 1952
- Incitaciones y valoraciones, 1957
- Ensayos japoneses, 1959
- A la orilla de este río, 1964
- Soberana juventud, 1967
- Mi vida por el mundo, 1983

## Aportaciones al movimiento Estridentista
La familia Maples Arce Vermeersch, realizaron importantes donaciones al Museo Nacional de Arte, de piezas entre óleos, acuarelas, dibujos, gouaches, planchas, impresos, fotografías y mobiliario, en los años 1985, 1992 y 2015. Manuel Maples Arce fue el líder del movimiento Estridentista, el cual realizó una transformación estética en el ámbito de la vida cotidiana, los artistas que formaron parte a dicho movimiento crearon literatura, poesía y diversas piezas muestras artísticas, sus exponentes fueron: Germán List Arzubide (1898-1998), Salvador Gallardo (1893-1981), Arqueles Vela (1899-1977), Miguel Aguillón Guzmán (1898-1995), Ramón Alva de la Canal (1892-1985), Fermín Revueltas (1901-1935) y Germán Cueto (1893-1975). Dichos artistas estridentistas lograron uno de los momentos más relevantes para las vanguardias de la primera mitad del siglo XX, no sólo en el contexto nacional, también de impacto internacional. Es importante mencionar que las donaciones continuaron gracias a la Mtra. Mireya Maples Vermeersch quien cumplió con objetivo de sus padres en dejar las obras al pueblo de México, y quien también ha trabajado junto con el Museo Nacional de Arte, como parte integral del equipo curatorial, especialmente con el tema de la asesoría de dicho proyecto.